# Mađarske regije
U Mađarskoj postoji sedam statističkih regija koje su stvorene 1999. godine, po zakonskom aktu 1999/XCII, koji je zamijenio prethodni iz 1996. godine 1996/XXI. Očekuje se da će ova regionalna podjela zamijeniti sadašnju koja uključuje 19 županija i glavni grad Budimpeštu.
Mađarske regije su:
|                    |                    |                     |                |              |                             |
| Naziv regije       | Izvorni naziv      | Regionalno središte | Površina (km²) | Stanovništvo | Gustoća stanovništva (/km²) |
| Sjeverna Mađarska  | Észak-Magyarország | Miškolc             | 13.428         | 1.289.000    | 96                          |
| Sjeverni Alföld    | Észak-Alföld       | Debrecen            | 17.749         | 1.554.000    | 88                          |
| Južni Alföld       | Dél-Alföld         | Segedin             | 18.339         | 1.367.000    | 75                          |
| Središnja Mađarska | Közép-Magyarország | Budimpešta          | 6919           | 2.825.000    | 408                         |
| Srednje Podunavlje | Közép-Dunántúl     | Székesfehérvár      | 11.237         | 1.114.000    | 99                          |
| Zapadno Podunavlje | Nyugat-Dunántúl    | Jura                | 11.209         | 1.004.000    | 90                          |
| Južno Podunavlje   | Dél-Dunántúl       | Pečuh               | 14.169         | 989.000      | 70                          |

- Sjeverna Mađarska uključuje županije Boršod-abaújsko-zemplénsku, Hevešku i Nogradsku.
- Sjeverni Alföld uključuje županije Hajdu-biharsku, Jaziško-velikokumansko-szolnočku i Szabolčko-szatmársko-berešku.
- Južni Alföld uključuje županije Bačku-kiškunsku, Bekešku i Čongradsku.
- Središnja Mađarska uključuje Peštansku županiju i glavni grad Budimpeštu.
- Srednje Podunavlje uključuje županije Komoransko-ostrogonska, Bilu i Vesprimsku.
- Zapadno Podunavlje uključuje županije Đursko-mošonjsko-šopronska, Željeznu i Zalsku.
- Južno Podunavlje uključuje županije Baranjsku, Šomođsku i Tolnansku.

## Euroregije
Mađarska je dio sljedećih euroregija:
- Karpatska euroregija: Boršod-abaújsko-zemplénska županija, Szabolčko-szatmársko-bereška županija, Hajdu-biharska županija, Jaziško-velikokumansko-szolnočka županija, Heveška županija
- Zapadnopanonska euroregija: Đursko-mošonjsko-šopronska županija, Željezna županija, Zalska županija
- Dunav-Drava-Sava: Baranjska županija
- Dunav-Körös-Mureş-Tisa (DKMT): Bačko-kiškunska županija, Bekeška županija, Čongradska županija, Jaziško-velikokumansko-szolnočka županija
- Euroregija Ister-Granum : Komoransko-ostrogonska županija, Nogradska županija